# The Storm Makers : ceux qui amènent la tempête
Pour les articles homonymes, voir La Tempête.
Pour plus de détails, voir Fiche technique et Distribution.
The Storm Makers : ceux qui amènent la tempête (en anglais : The Storm Makers) est un documentaire franco-cambodgien réalisé par Guillaume Suon et sorti en 2014. 
Le film traite du trafic d'êtres humains au Cambodge.

## Synopsis
Aya est une ancienne esclave. À 16 ans, cette jeune paysanne cambodgienne a été vendue par un trafiquant d’êtres humains qui lui promettait un poste de femme de ménage en Malaisie. Aujourd’hui, Aya est de retour chez elle, aussi pauvre qu’à son départ. Déshonorée et traumatisée, que reste-t-il de son humanité ?
Le destin d’Aya, mis en regard avec les témoignages de trafiquants, offre un éclairage édifiant sur la société cambodgienne actuelle. En dévoilant l’exploitation cruelle des populations rurales, le film pose une question essentielle : que vaut la vie d’une jeune paysanne au Cambodge ?

## Fiche technique
- Titre : The Storm Makers : ceux qui amènent la tempête
- Réalisation : Guillaume Suon
- Musique : Marc Marder
- Photographie :  Guillaume Suon
- Montage : Barbara Bossuet
- Pays d'origine :  Cambodge,  France
- Tournage : Cambodge
- Langue : Khmer
- Producteur : Rithy Panh, Julien Roumy
- Production : Bophana Production (Cambodge), Tipasa Production (France)
- Partenaires : Arte France - La Lucarne, American Documentary - POV, Centre national du cinéma et de l'image animée, Région Midi-Pyrénées, Fonds francophone de production audiovisuelle du Sud, Gucci Tribeca Documentary Fund, Sundance Institute Documentary Film Program, IDFA Bertha Fund, Worldview, Festival international du film de Busan (AND), Commission du Film du Cambodge, Centre de ressources audiovisuelles Bophana.
- Distribution : CAT&Docs[1]
- Genre : documentaire
- Durée : 66 minutes
- Date de sortie : 2 octobre 2014 (Festival international du film de Busan)

## Distinctions
- Prix du meilleur film documentaire asiatique 2014 au Festival international du film de Busan (BIFF)[2]
- Inspiration Award au Full Frame Documentary Film Festival 2015[3]
- Prix “Fenêtre sur le monde” du meilleur long-métrage au Festival du Cinéma Africain, d’Asie et d’Amérique Latine de Milan 2015[4]
- Mention spéciale du jury au Salaya International Documentary Film Festival 2015[5]